# Gimnàstica als Jocs Olímpics d'estiu de 1904 - Combinada
La combinada va ser una de les proves de gimnàstica artística que es va disputar als Jocs Olímpics de Saint Louis de 1904. Aquesta fou la segona vegada que es disputava aquesta prova en unes Olimpíades, tot i que l'anterior vegada tenia més similitud amb el programa seguit a la prova del concurs complet disputat en aquestes mateixes Olimpíades. Amb tot, el format d'aquesta combinada serà la base per a posteriors proves de concurs complet.
Es desconeix la quantitat exacta de participants, i sols ens ha arribat el nom de 5 gimnastes, tots dels Estats Units. La puntuació final fou la suma de les puntuacions obtingudes a les proves de barres paral·leles, barra fixa, salt i cavall amb arcs. La prova tingué lloc el divendres 28 d'octubre de 1904.

## Medallistes
| Or          | Plata        | Bronze       |
| Anton Heida | George Eyser | William Merz |

## Resultats
| Posició | Gimnasta      | Total | paral·leles | barra fixa | salt | cavall |
| ------- | ------------- | ----- | ----------- | ---------- | ---- | ------ |
| Or      | Anton Heida   | 161   | 43          | 40         | 36   | 42     |
| Plata   | George Eyser  | 152   | 44          | 39         | 36   | 33     |
| Bronze  | William Merz  | 135   |             |            | 31   | 29     |
| 4       | John Duha     |       | 40          |            |      |        |
| 5       | Edward Hennig |       |             | 40         |      |        |